# Копище (Сарненський район)
Копи́ще — село в Україні, у Сарненській міській громаді Сарненського району Рівненської області. Відповідно до Розпорядження Кабінету Міністрів України від 12 червня 2020 року № 722-р «Про визначення адміністративних центрів та затвердження територій територіальних громад Рівненської області» увійшло до складу Сарненської міської громади.Населення становить 139 осіб.
Село належить до 3 зони радіоактивного забруднення.

## Географія
Село розташоване на лівому березі річки Михайлівки .

## Населення
За переписом населення 2001 року в селі мешкало 139 осіб.

### Мова
Розподіл населення за рідною мовою за даними перепису 2001 року:
| Мова       | Відсоток |
| ---------- | -------- |
| українська | 99,28 %  |
| російська  | 0,72 %   |